# Stefania Tatarówna
Stefania Tatarówna (ur. 28 sierpnia 1880 w Krakowie, zm. 21 października 1942 w Opulsku) – doktor filozofii, pisarka i nauczycielka. Pierwsza kobieta ze stopniem doktora filozofii ścisłej na Uniwersytecie Jagiellońskim.

## Życiorys
Urodziła się 28 sierpnia 1880 roku w Krakowie, w rodzinie Józefa, nauczyciela matematyki i Anny. Maturę uzyskała w Gimnazjum św. Anny w Krakowie, po czym w 1900 roku rozpoczęła studia na Wydziale Filozoficznym Uniwersytetu Jagiellońskiego. Jej młodsze rodzeństwo – Wacława, Franciszka i Józef – również studiowało na tej uczelni. Z Wacławą łączyły ją szczególnie silne więzi, siostry razem mieszkały w Krakowie. Podczas studiów Stefania skupiła się na filozofii ścisłej oraz literaturze polskiej i niemieckiej. Pod koniec nauki wyjechała do Wiednia, gdzie kształciła się na lokalnym uniwersytecie. 31 maja 1906 roku jako pierwsza kobieta otrzymała stopień doktora filozofii ścisłej na Uniwersytecie Jagiellońskim na podstawie rozprawy Król-Duch Słowackiego a nadczłowiek Nietzschego, którą pozytywnie zaopiniowali profesorowie Maurycy Straszewski i Stefan Pawlicki. O promocji doktorskiej Tatarówny pisała prasa ogólnopolska, m.in. dziennik „Czas” czy „Nowa Reforma”. Fragmenty jej pracy doktorskiej ukazały się na łamach „Pamiętnika Literackiego”.
Dzięki studiom Tatarówna uzyskała uprawnienia nauczycielskie, które wykorzystała nauczając polskiego, niemieckiego i filozofii w Krakowie oraz w Żeńskim Seminarium Nauczycielskim we Lwowie. Uczyła także w innych galicyjskich miejscowościach. W 1909 roku została członkinią Polskiego Towarzystwa Filozoficznego i uczestniczyła w jego spotkaniach naukowych. W następnym roku dołączyła do stowarzyszenia na rzecz zwalczania alkoholizmu Eleuteria. Brała również udział w zjazdach Towarzystwa Nauczycieli Szkół Wyższych. W latach 1924–1931 należała do Polskiego Towarzystwa Antropozoficznego. 
Angażowała się w działania dążące do równouprawnienia kobiet. W 1915 roku objęła funkcję sekretarki w zakopiańskim kole Ligi Kobiet; w jej oddziale przewodniczącą została Kazimiera Żuławska, a skarbniczką Bronisława Dłuska. W 1926 roku, wraz z Marią Ponikowską i Teodorą Męczkowską, założyła polski oddział Stowarzyszenia Kobiet z Wyższym Wykształceniem. 
Autorka powieści, nowel i poezji. Jej teksty regularnie ukazywały się na łamach „Tygodnika Illustrowanego”, „Na posterunku” i „Orlego Lotu”. Wraz z siostrą Wacławą angażowała się w pisanie biografii ważnych Polek. W 1921 roku została członkinią Związku Zawodowego Literatów Polskich, do którego dołączyła prawdopodobnie dzięki Stefanowi Żeromskiemu i Janowi Kasprowiczowi. 
Zmarła 21 października 1942 roku w Opulsku.

## Twórczość
- 1908: Za słońce[11]
- 1919: Przysięga[11]
- 1926: O miłości mistrza Twardowskiego: historja smutna i inne nowele[11]
- 1928: Porachunek z szatanem[11] – powieść[7]
- ok. 1930: Przeciw losowi[11] – powieść[7]
- 1937: Moralne podstawy ideologii polskiej[11]
- 1939: Legenda i prawda o matce[11] – powieść[7]
- Buddha – poezja[7]